# Каракаш
Каракаш або Чорна Нефритова Ріка(кит.: 黑玉河; піньінь: Hēiyù hé) — річка в південному Сіньцзяні у Китаї і частково в спірному регіоні Аксай-Чин, історичній частині Кашміру.
Річка починається біля Сумда на північних схилах Каракорума. Тече до Сумнала, потім повертає різко на північ і лише поза Палонг Карпо повертає різко на північний захід і досягає Сіньцзяна. Тече через міста Сумгал, Фоташ, Гульбашем, Шайдулла.
Після Шайдулли повертає знов на північ і після Алі-Назар перетинає Куньлунь біля перевалу Сан'ю. Після злиття з річкою Юрункаш утворюють Хотан(38°05′ пн. ш. 80°34′ сх. д. / 38.08° пн. ш. 80.56° сх. д.).
Річка відома своїм білим і зеленуватим нефритом.
Долина річки слугувала караванним шляхом між Яркендом і Лехом через перевал Каракорум.

## Каскад ГЕС
На річці розташовано ГЕС Уруват, ГЕС Бобона.